# Dreadlock Holiday
Dreadlock Holiday ist ein Lied der britischen Band 10cc aus dem Jahr 1978. Das Stück war für die Band ein seltener Ausflug in den Reggae und wurde von Eric Stewart und Graham Gouldman geschrieben.

## Entstehung
Der Text über einen Reisenden, der auf Jamaika von einer Gruppe Einheimischer auf der Suche nach Wertgegenständen bedrängt wird, beruht den Autoren zufolge auf einem ähnlichen Erlebnis, das der Moody-Blues-Sänger Justin Hayward und Eric Stewart im Jahr davor auf Barbados hatten.
Der Song war die erste Singleauskopplung vom Album Bloody Tourists.

## Kommerzieller Erfolg

### Chartplatzierungen
Das Lied wurde am 22. September 1978 der dritte und letzte Nummer-eins-Hit von 10cc in Großbritannien. Die Single erreichte Platz 44 in den US-Charts, Platz elf in Deutschland, Platz 18 in Österreich und Platz fünf in der Schweiz.
| ChartsChartplatzierungen       | Höchstplatzierung | Wochen |
| ------------------------------ | ----------------- | ------ |
| Deutschland (GfK)              | 11 (23 Wo.)       | 23     |
| Österreich (Ö3)                | 18 (8 Wo.)        | 8      |
| Schweiz (IFPI)                 | 5 (8 Wo.)         | 8      |
| Vereinigte Staaten (Billboard) | 44 (10 Wo.)       | 10     |
| Vereinigtes Königreich (OCC)   | 1 (13 Wo.)        | 13     |

### Auszeichnungen für Musikverkäufe
| Land/Region                  | Auszeichnungen für Musikverkäufe (Land/Region, Auszeichnung, Verkäufe) | Verkäufe |
| ---------------------------- | ---------------------------------------------------------------------- | -------- |
| Neuseeland (RMNZ)            | 2× Platin                                                              | 60.000   |
| Niederlande (NVPI)           | Gold                                                                   | 100.000  |
| Vereinigtes Königreich (BPI) | Gold                                                                   | 400.000  |
| Insgesamt                    | 2× Gold · 2× Platin ·                                                  | 560.000  |

## Coverversionen
| Jahr | Titel Covername                  | Höchstplatzierung, Gesamtwochen, AuszeichnungChartplatzierungen (Jahr, Titel, Covername, Platzierungen, Wochen, Auszeichnungen, Anmerkungen) | Höchstplatzierung, Gesamtwochen, AuszeichnungChartplatzierungen (Jahr, Titel, Covername, Platzierungen, Wochen, Auszeichnungen, Anmerkungen) | Höchstplatzierung, Gesamtwochen, AuszeichnungChartplatzierungen (Jahr, Titel, Covername, Platzierungen, Wochen, Auszeichnungen, Anmerkungen) | Höchstplatzierung, Gesamtwochen, AuszeichnungChartplatzierungen (Jahr, Titel, Covername, Platzierungen, Wochen, Auszeichnungen, Anmerkungen) | Höchstplatzierung, Gesamtwochen, AuszeichnungChartplatzierungen (Jahr, Titel, Covername, Platzierungen, Wochen, Auszeichnungen, Anmerkungen) | Anmerkungen                                               |
| Jahr | Titel Covername                  | DE | AT | CH | UK | US | Anmerkungen                                               |
| ---- | -------------------------------- | --- | --- | --- | --- | --- | --------------------------------------------------------- |
| 1999 | T-Spoon Tom’s Party              | — | — | — | UK27 (2 Wo.)UK | — | basiert auf Samples aus Dreadlock Holiday und Tom’s Diner |
| 2002 | Intenso Project Luv Da Sunshine  | — | — | — | UK22 (2 Wo.)UK | — | Gesang: Ben Ofoedu                                        |
| 2007 | Pachanga I Don’t Like Reggae-Ton | DE34 (5 Wo.)DE | — | — | — | — | Produzenten: Criss Tonino, Pietro Mattina                 |

- 1985: Boney M.
- 1992: Panache Culture & Macka B – I Don’t Like Reggae, I Love It
- 1993: French Connection – I Don’t Like Reggae
- 1998: T-Spoon – Tom’s Party
- 1999: Reni Jusis
- 1999: The Songrise Orchestra
- 2002: 2 Many DJs – Independent Women Part I / Dreadlock Holiday
- 2002: Intenso Project – Luv Da Sunshine
- 2007: Pachanga – I Don’t Like Reggae-Ton
- 2007: Cellomania – Instrumentalversion
- 2009: J.B.O. – I Don’t Like Metal
- 2016: Thomas Katrozan aka Captain Katze – Dreadlock Holiday (Finale DSDS 2016)